# Piekberg
Piekberg (161 m n.p.m.) – najwyższe wzniesienie wyspy Rugia i Pomorza Przedniego; piąte co do wysokości w kraju związkowym Meklemburgia-Pomorze Przednie w RFN.
W zasadzie nie wyróżnia się od swego bezpośredniego otoczenia. Wzniesienie znajduje się w obszarze leśnym w północno-zachodniej części półwyspu Jasmund około 2 km na południowy wschód od Stubbenkammer w Parku Narodowym Jasmund i około 3 kilometry na północny wschód od Sassnitz.
Na wschód od Piekberg przebiega droga Lohme – Sassnitz.